# 笑ラウドネスGP
笑ラウドネスGP（わラウドネスグランプリ）はABEMAが行うお笑いコンテスト。

## 概要
- 観客の笑い声と拍手を計測して数値化した“笑いの量”だけでナンバー1を決める[1]。
- 第1回は2021年7月18日（日）22:00～24:00に配信。前日となる7月17日（土）22:00～23:00には「ネタ順ドラフト会議」が配信された[2]。第2回も、2022年7月17日（日）に配信された[3]。

## ルール
- 本大会では、従来の賞レースに存在する審査員を設けず、「観客の笑い声」「拍手」の音量を会場に設置されたAI搭載マイクが収音し、「（笑い声のした時間＋笑い声の音量）÷ネタ時間」で算出された点数を『笑ラウドネス』ポイントとして集計。その点数が一番高かったものが優勝となる。
- 賞金は1位に笑ラウドネス（以下得点）×10,000円、2位に得点×5,000円、3位に得点×3,000円、4位及び5位に得点×1,000円。従来の賞レースと違い、優勝者以外にも賞金が渡される方式となった。

## 出演者
司会
- 今田耕司[2]
- 西澤由夏

ゲスト
- マヂカルラブリー（第1回）
- プラス・マイナス（第2回）
- 錦鯉（第2回）

ナレーション
- 村田秀亮（とろサーモン）

## 結果
| 金背景   | 優勝 |
| 銀背景   | 2位  |
| 銅背景   | 3位  |
| 緑背景   | 4位  |
| 水色背景 | 5位  |

### 第1回
| 順位 | 名前                 | 所属事務所                   | 番組キャッチフレーズ                   | ネタ順 | 笑ラウドネス | 獲得賞金  |
| ---- | -------------------- | ---------------------------- | -------------------------------------- | ------ | ------------ | --------- |
| 優勝 | プラス・マイナス     | 吉本興業                     | 上方漫才が認めた異端のパワーソルジャー | 14番   | 99.45        | 994,500円 |
| 2位  | 5GAP                 | 吉本興業                     | 昭和コメディアンの伝道師               | 13番   | 99.43        | 497,150円 |
| 参考 | マヂカルラブリー     | 吉本興業                     | [ 注 1 ]                               | OP     | 99.41        |           |
| 3位  | ブラゴーリ           | 吉本興業                     | しがみつけ第7世代                      | 5番    | 97.06        | 291,180円 |
| 4位  | わらふぢなるお       | グレープカンパニー           | 無冠のお笑い二刀流                     | 3番    | 94.63        | 94,630円  |
| 5位  | シイナ               | 太田プロダクション           | 脱・むつみ荘芸人                       | 7番    | 93.68        | 93,680円  |
| 6位  | 金の国               | ワタナベエンターテインメント | 次世代お笑い平和主義者                 | 10番   | 89.87        |           |
| 7位  | スパイク             | 吉本興業                     | ネクストブレイクからの卒業             | 4番    | 88.14        |           |
| 8位  | cacao                | 吉本興業                     | メディア露出ゼロの未確認トリオ         | 1番    | 86.67        |           |
| 9位  | サスペンダーズ       | マセキ芸能社                 | 飯塚激推しコント職人                   | 2番    | 84.89        |           |
| 10位 | ストレッチーズ       | 太田プロダクション           | はぐれエリートの逆襲                   | 8番    | 84.63        |           |
| 11位 | 滝音                 | 吉本興業                     | 笑いのマイナスイオン                   | 6番    | 84.43        |           |
| 12位 | あっぱれ婦人会       | SMA                          | 炸裂!一心不乱のマダムギャグ            | 12番   | 81.66        |           |
| 13位 | お見送り芸人しんいち | グレープカンパニー           | 魅惑の毒舌メロディー                   | 11番   | 79.86        |           |
| 14位 | ドッグ石橋           | ラフィーネプロモーション     | アングラから吠え続けて17年             | 9番    | 75.26        |           |
| 辞退 | 青色1号              | 太田プロダクション           |                                        | 15     | 0            |           |

- 総エントリー数…821組

### 第2回
| 順位 | 名前                 | 所属事務所                            | 決勝進出 | 番組キャッチフレーズ             | 予選順位 | ネタ順 | 笑ラウドネス | 獲得賞金  |
| ---- | -------------------- | ------------------------------------- | -------- | -------------------------------- | -------- | ------ | ------------ | --------- |
| 優勝 | スーパーマラドーナ   | 吉本興業                              | 初       | 戦いに飢えたお笑いファンタジスタ | 2位      | 13番   | 95.84        | 958,400円 |
| 参考 | 錦鯉                 | SMA                                   |          | M-1 2021 最年長王者              | 16       | OP     | 95.72        |           |
| 2位  | わらふぢなるお       | グレープカンパニー                    | 2年連続  | サンドイズムの継承者             | 1位      | 11番   | 92.48        | 462,400円 |
| 3位  | 青色1号              | 太田プロダクション                    | 初       | 復讐のお笑い三重奏               | 10位     | 1番    | 91.59        | 274,770円 |
| 4位  | オフローズ           | 吉本興業                              | 初       | 次世代コントのトリプルプレー     | 4位      | 14番   | 90.69        | 90,690円  |
| 5位  | ジグザグジギー       | マセキ芸能社                          | 初       | 牙を研ぎ続けたコントマジシャン   | 7位      | 5番    | 88.51        | 88,510円  |
| 6位  | ビスケットブラザーズ | 吉本興業                              | 初       | 実力派お笑いダンプカー           | 14位     | 12番   | 86.72        |           |
| 7位  | そいつどいつ         | 吉本興業                              | 初       | 変幻自在のキャラ製造工場         | 8位      | 9番    | 86.39        |           |
| 8位  | オダウエダ           | 吉本興業                              | 初       | コント界のエキセントリック女王   | 11位     | 10番   | 86.38        |           |
| 9位  | ななまがり           | 吉本興業                              | 初       | 狂乱のお笑い裏エリート           | 9位      | 8番    | 85.58        |           |
| 10位 | オッパショ石         | ケイダッシュステージ                  | 初       | 現状打破に燃える運命共同体       | 5位      | 6番    | 85.42        |           |
| 11位 | もも                 | 吉本興業                              | 初       | 大阪次世代漫才職人               | 13位     | 7番    | 85.39        |           |
| 12位 | 虹の黄昏             | フリー                                | 初       | 地下から叫ぶハイテンション       | 15位     | 15番   | 83.99        |           |
| 13位 | 怪奇!YesどんぐりRPG  | ケイダッシュステージ サンミュージック | 初       | エンドレスギャグ劇場             | 12位     | 4番    | 82.10        |           |
| 14位 | ヘンダーソン         | 吉本興業                              | 初       | 背水のニュースタイル漫才         | 6位      | 2番    | 81.93        |           |
| 15位 | ハナイチゴ           | 太田プロダクション                    | 初       | この男女、凶暴につき             | 3位      | 3番    | 75.85        |           |

- 総エントリー数…1018組[3]

## スタッフ
- 構成：ビル坂恵、桜井智宏、坂田至
- TP：日高朋弘
- SW：矢口誠志
- TD：小平智紀
- CAM：徳久裕、中根菊恵、嶋田隼郎、村野哲也、中島洋行、遠藤郁香
- VE：菊池徹、小川寛
- VTR：大槻篤司
- 音声：吉田奈央、野津晶子、幸田徹
- CA：尾馬瀬絵菜、諸江大晃
- 音響：神田友浩、杉山皓紀
- 照明：菊池潤、長谷川俊一
- UKETA：株式会社大成情報技術 大西智持、池信敬子、池田資尚
- 美術：小美野淳一
- デザイン：松永陽登
- ロゴデザイン：清田哲啓・井ノ口実男（SPICE）
- ポスプロコーディネーター：中村厳（NITRO）
- 編集：丸山由典、糸山堅太
- MA：小川智生
- 音効：高島慎太郎（Caravan）
- 宣伝：若井レイ、舟曳健太
- 技術協力：METASIX
- 美術協力：TACT
- ロケ協力：harevutai
- 協力：学校法人近畿大学
- 制作協力：charlie's ZORO、吉本興業
- AD：吉岡愛海、吉村涼桂、若月栞那
- AP：世継栄太、松原杏奈
- ディレクター：青木孝之、石川陽平、元司、玉垣貴史、島田健作
- プロデューサー：樫尾魁、青木駿一／柳岡秀一、小川望、成瀬広靖、田井中皓介、島田力規王
- 演出：吉田真人、名嘉鎮士
- 総合演出：田中竜登
- チーフプロデューサー：濱崎賢一
- 製作著作：ABEMA